# 新潟県道55号新潟五泉間瀬線

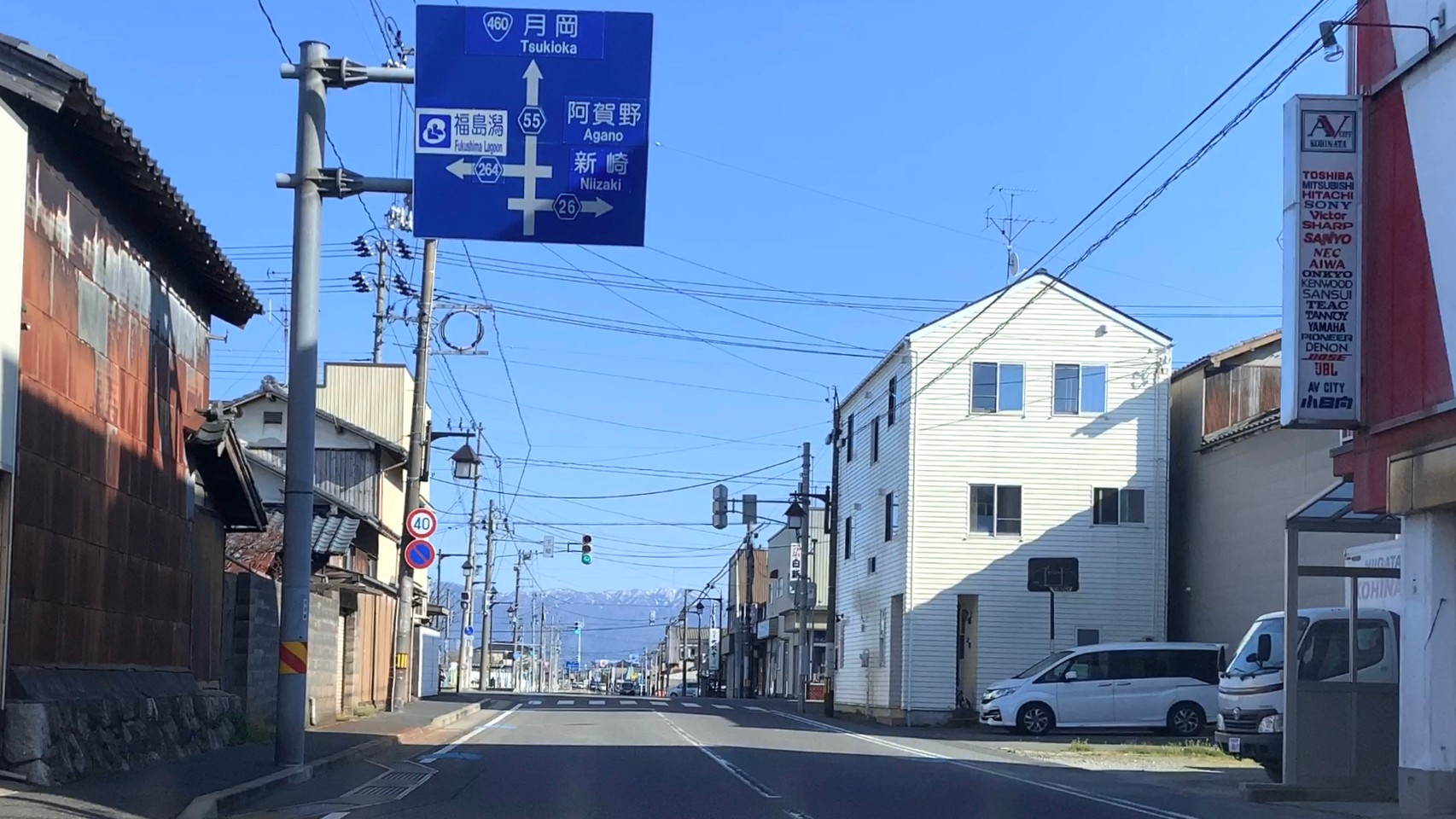
新潟市北区葛塚「下町」交差点付近（2020年4月）

新潟県道55号新潟五泉間瀬線（にいがたけんどう55ごう にいがたごせんまぜせん）は、新潟県新潟市北区から阿賀野市、五泉市、南蒲原郡田上町を経て新潟市西蒲区に至る県道（主要地方道）である。

## 概要
起点より太田交差点までは県道46号と太田交差点から豊栄地区下町交差点までは県道26号と重複区間。分岐後は阿賀野市笹神地区（旧笹神村山倉・笹岡地域）へ南下している。羽越線踏切までは、幅員増・嵩上げ・線形改良を幾度となく繰り返している。また、8.4水害以降羽越線踏切を超えた山倉交差点からは徐々に線形改良工事を行っていた。山倉集落を抜けた後に進路が変わり、川に沿って笹岡地域中心部へ。そこを抜けると笹岡小学校前で再び進路が変わる。
その後新潟県東部産業団地を経由し、国道290号へ合流。国道49号原町交差点まで重複区間。国道290号分岐後、安田IC・市境の阿賀野川安田橋を経て五泉市中心部まで県道41号と重複区間。県道41号と分岐、一部県道7号と重複の後、五泉市の橋田地区へ。
五泉市の橋田地区から田上町の湯田上温泉に至る区間は、道幅が狭隘かつ勾配が急峻な林道区間。行き違いが困難な単車線区間も点在しているため、大型車は通行できない。冬期間は通行止めとなる。また新潟市西蒲区樋曽から終点の同区間瀬にかけての区間は、新潟県道561号弥彦岩室線（弥彦山スカイライン）や国道402号（越後七浦シーサイドライン）へのアクセス道路となっているが、沿線は断崖の多い区間であるため、多雨時などには通行規制が行われることがある。

### 路線データ
- 起点：新潟市北区島見町字下往来2382番1[1]（新潟県道204号島見新発田線交点）
- 終点：新潟市西蒲区間瀬字新村（間瀬交差点、国道402号交点）

## 歴史

### 県道豊栄停車場山倉線
- 1952年（昭和27年） - 都市計画道路「停車場線」（葛塚駅から葛塚中央線との交点まで[2]）着工。1954年に完工[3]。
- 1953年（昭和28年） - 都市計画道路「神山線」（葛塚中央線から新鼻まで[2]）着工。1955年に完工[4]。
- 1964年（昭和39年）3月31日 - 葛塚駅前から山倉（県道新発田水原線との交差点）に至る区間が県道に指定され、「県道葛塚停車場山倉線」となる[3]。

### 現路線への改変以降
- 1993年（平成5年）5月11日 - 建設省から、県道島見豊栄線の一部・県道新発田豊栄線の一部・県道豊栄停車場山倉線・県道月岡停車場保田線の一部・県道白根安田線の一部・県道新津村松線の一部・県道茨曽根田上五泉線の一部・県道新潟小須戸三条線の一部・県道新津茨曽根燕線の一部・県道白根間瀬線が新潟五泉間瀬線として主要地方道に指定される[5]。

## 路線状況

### バイパス
- （太田交差点 - 法花鳥屋交差点）
- （山倉交差点 - 阿賀野市上関口地内）
- （かがやき交差点 - 保田原町交差点）

### 通称
- 神山線[3]・山倉停車場線（下町交差点 - 山倉交差点）

### 重複区間
- 新潟県道46号新潟中央環状線（北区島見町 - 太田）
- 国道113号・国道345号・新潟県道204号島見新発田線（北区白勢町 - 笹山東）
- 新潟県道26号新発田豊栄線（太田 - 下町）
- 新潟県道470号大室水原線（阿賀野市宮島 - 七浦）
- 国道290号（福永 - 保田原町）
- 新潟県道41号白根安田線（保田原町 - 五泉市本町三丁目）
- 新潟県道7号新津村松線（本町三丁目 - 本町一丁目）
- 新潟県道1号新潟小須戸三条線（曽根新田 - 横場新田・庄瀬橋東詰）
- 国道8号（丸潟 - 清水）
- 新潟県道9号長岡栃尾巻線（清水 - 中之口支所前三差路）
- 新潟県道2号新潟寺泊線（橋本 - 栄）

## 地理

### 通過する自治体
- 新潟市（北区）
- 阿賀野市
- 五泉市
- 南蒲原郡田上町
- 新潟市（南区 - 西蒲区）
- 燕市
- 新潟市（西蒲区）

### 交差する道路
- 新潟市北区
  - 新潟県道204号島見新発田線（起点）
  - 新潟県道3号新潟新発田村上線（内島見東交差点）
  - 新潟県道26号新発田豊栄線・新潟県道46号新潟中央環状線（太田交差点）
太田交差点 - 下町交差点間、県道46号重複
  - 新潟県道26号新発田豊栄線（下町交差点）
  - 新潟県道264号豊栄天王線（東栄町一丁目・豊栄図書館入口交差点）
  - 新潟県道46号新潟中央環状線（豊栄南運動公園入口交差点）
- 阿賀野市
  - 国道460号（山倉交差点）
  - 新潟県道271号水原出湯線（金屋交差点）
  - 新潟県道470号大室水原線（宮島地内）
宮島 - 七浦間、県道470号重複
  - 新潟県道470号大室水原線（七浦地内）
  - 新潟県道188号五泉安田線（かがやき交差点）
  - 国道290号（福永交差点）
    - 福永交差点 - 保田原町交差点間、国道290号重複

  - 国道49号・国道290号・新潟県道41号白根安田線（保田原町交差点）
保田原町交差点 - 五泉市本町三丁目交差点間、県道41号重複
  - 磐越自動車道（安田IC）
- 五泉市
  - 新潟県道315号馬下論瀬線（論瀬）
  - 新潟県道7号新津村松線・新潟県道41号白根安田線（本町三丁目交差点）
本町三丁目交差点 - 本町一丁目交差点間、県道7号重複
  - 新潟県道7号新津村松線・新潟県道436号猿和田五泉線（本町一丁目交差点）
  - 新潟県道295号下戸倉五泉線（能代）
  - 新潟県道231号新関橋田村松線（尻上交差点）
- 田上町
  - 国道403号（湯田上交差点）
  - 国道403号 小須戸田上バイパス（田上）
  - 新潟県道1号新潟小須戸三条線（曽根新田）
    - 曽根新田 - 横場新田・庄瀬橋東詰交差点間、県道1号重複

  - 新潟県道1号新潟小須戸三条線（横場新田・庄瀬橋東詰交差点）
- 新潟市南区
  - 新潟県道141号白根黒埼線（庄瀬橋西詰）
  - 新潟県道127号新津茨曽根燕線（沖新保交差点）
    - 沖新保交差点 - 丸潟交差点間、県道127号重複

  - 国道8号・新潟県道127号新津茨曽根燕線（丸潟交差点）
    - 丸潟交差点 - 清水交差点間、国道8号重複

  - 国道8号・新潟県道9号長岡栃尾巻線（清水交差点）
    - 清水交差点 - 中之口支所前三差路間、県道9号重複
- 新潟市西蒲区
  - 新潟県道153号燕白根線（両郡橋東詰交差点）
  - 新潟県道127号新津茨曽根巻線（六分地内）
  - 新潟県道9号長岡栃尾巻線（中之口支所前三差路）
  - 新潟県道384号羽黒巻線（羽黒交差点）
  - 新潟県道44号新潟燕線（打越交差点）
  - 新潟県道383号佐渡山巻線（栄町交差点）
  - 国道116号（富岡交差点）
  - 新潟県道374号五千石巻新潟線（和納三区）
  - 新潟県道2号新潟寺泊線（橋本）
橋本 - 栄交差点間、県道2号重複
  - 新潟県道2号新潟寺泊線（栄交差点）
  - 新潟県道561号弥彦岩室線 弥彦山スカイライン（スカイライン間瀬口丁字路）
  - 国道402号（間瀬交差点）